# Pristerognathus
Pristerognathus polyodon
Genre
Espèce
Pristerognathus est un genre éteint de thérapsides thérocéphales ayant vécu durant le Permien moyen (Capitanien), dans ce qui est actuellement l'Afrique du Sud. Une seule espèce est connue, Pristerognathus polyodon, décrit en 1895 par Harry Seeley. Il a donné son nom à une biozone du groupe de Beaufort.

## Description
Pristerognathus est un thérocéphale de taille moyenne avec un crâne d'environ 25 cm et une longueur totale de 1,50 m, soit à peu près la taille d'un chien, avec un crâne long et étroit et de larges canines. On pense qu'il vivait dans un milieu forestier et que ses proies étaient de petits thérapsides et, occasionnellement, des millerettidés.

## Classification
Pristerognathus a été décrit en 1895 par Harry Seeley qui a nommé l'espèce type Pristerognathus polyodon. De nombreuses autres espèces sont nommés durant les années suivantes, telles que P. baini, P. minor et P. vanderbyli, cependant, elles ont toutes été reconnues depuis comme se référant à d'autres espèces (telles que Glanosuchus et Pristerognathoides) qui sont trop douteuses pour être déterminées. En tant que tel, P. polyodon est la seule espèce définitive de Pristerognathus.